# Klein-Duitse richting
De klein-Duitse richting was na het revolutiejaar 1848 een stroming in de Duitse eenheidsbeweging die de staten van de Duitse Bond - met uitsluiting van Oostenrijk - wilde verenigen onder leiding van Pruisen. De beweging stond tegenover de groot-Duitse richting, die ook de Duitstalige delen van Oostenrijk in de eenheidsstaat wilde betrekken.
In de Duitse Bond, waarvan sinds 1815 alle Duitse staten lid waren, betwistte Pruisen de traditionele grootmacht Oostenrijk de dominantie. De vraag welke staat zou moeten domineren werd acuut in de Maartrevolutie van 1848, toen het Frankfurter Parlement zich beraadde over een nieuwe Duitse eenheidsstaat. Opname van geheel Oostenrijk in een nieuw Duits Rijk was problematisch, omdat deze veelvolkenstaat zeer grote niet-Duitse bevolkingsgroepen herbergde.
Na langdurige discussies tussen groot-Oostenrijkers, groot-Duitsers en klein-Duitsers behaalde de klein-Duitse richting, bestaande uit voornamelijk Noord-Duitse protestanten, een nipte meerderheid. In de kwestie van het staatshoofd van het nieuwe Rijk volgde een meerderheid van de klein-Duitsers de erbkaiserliche beweging van Heinrich von Gagern, die een erfelijke monarchie met de koning van Pruisen als "keizer der Duitsers" wilde opzetten. In de stemming over de nieuwe Rijksgrondwet kreeg deze richting weliswaar een meerderheid, maar het streven mislukte toen Frederik Willem IV van Pruisen de hem aangeboden keizerskroon niet wilde aanvaarden.
Na de revolutie trachtte Pruisen, in reactie op het Oostenrijkse streven de Duitse Bond nieuw leven in te blazen, met de Unie van Erfurt (mei 1849 tot november 1850) de klein-Duitse oplossing alsnog te realiseren. Dit streven moest het in het Verdrag van Olmütz (29 november 1850) echter opgeven. In de jaren 1860 steunde de klein-Duitse richting meer en meer op de Pruisische premier Otto von Bismarck, die na enkele oorlogen het klein-Duitse ideaal verwezenlijkte met het Duitse Keizerrijk.